# Brandsøy
Brandsøy is een plaats in de Noorse gemeente Flora, provincie Vestland. Brandsøy telt 496 inwoners (2007) en heeft een oppervlakte van 0,51 km².